# Francisco Obrador Moratinos
Francisco Obrador Moratinos (Palma de Mallorca, 1942) es un sacerdote y político español del PSOE. En 1983, asumió la alcaldía del ayuntamiento del municipio mallorquín de Calviá, convirtiéndose en el primer alcalde socialista de este municipio desde la caída del franquismo. Construyó colegios, instalaciones deportivas y las bases e infraestructuras para desarrollar el municipio, pero recibió el Premio Cemento por la asociación ecologista Grup d'Ornitologia Balear (GOB), por su considerable falta de planificación y previsión, causando disfunciones en el medio ambiente.
El 13 de julio de 2001, fue nombrado por decreto Presidente del Consejo Económico y Social de las islas Baleares.